# 1569 год в науке
В 1569 году произошли различные научные и технологические события, некоторые из которых представлены ниже.

## Публикации

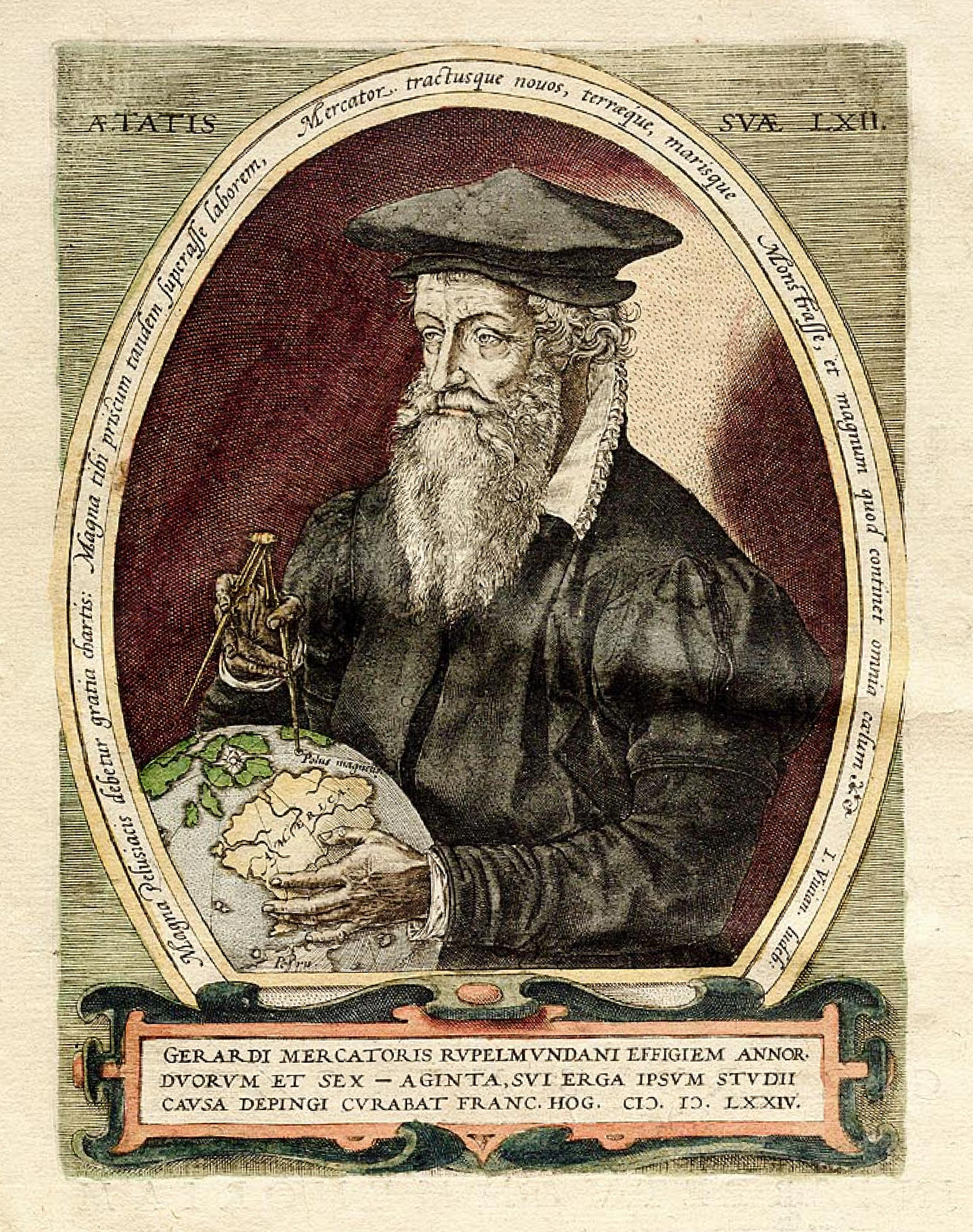
Герард Меркатор

- Корнелиус Гемма издал De arte cyclognomica[1].
- Жак Гревен и Андреас Везалий: Les portraicts anatomiques de toutes les parties du corps humain, gravez en taille douce, par le commandement de feu Henry huictiesme Roy d'Angleterre. Ensemble l'abbregé d'André Vesal, & l'explication d'iceux accompagnée d'une déclaration anatomique.
- Томас де Меркадо опубликовал De los tratos de India y tratantes en ellas, где связал ценовую революцию в Европе с притоком золота из Америки.
- Герард Меркатор впервые использовал свою проекцию в трактате Nova et Aucta Orbis Terrae Descriptio ad Usum Navigantium Emendata[2].
- Посмертно издан (в латинском переводе) главный труд Парацельса по химии: Archidoxa.

## Родились
См. также: Категория:Родившиеся в 1569 году

## Скончались
См. также: Категория:Умершие в 1569 году
- 26 мая: Гвидо Гвиди, итальянский врач (род. в 1509 году).